# Alchisme randalli
Alchisme randalli är en insektsart som beskrevs av Creao-duarte. Alchisme randalli ingår i släktet Alchisme och familjen hornstritar.
Artens utbredningsområde är Peru. Inga underarter finns listade i Catalogue of Life.